# Lidia Senra
Lidia Senra Rodríguez (Puebla del Brollón, 14 de junio de 1958) es una sindicalista agraria y política española. Fue secretaria general del Sindicato Labrego Galego (SLG) durante dieciocho años y, entre 2014 y 2019, diputada en el Parlamento Europeo.

## Trayectoria
Estudió Bachillerato en Monforte de Lemos y, a continuación, comenzó a colaborar con los Comités de Axuda á Loita Labrega a mediados de los años setenta. En 1984, durante el segundo congreso de Comisións Labregas, fue elegida responsable de organización y finanzas. Cinco años más tarde, en el tercer congreso, en 1989, accedió a la secretaría general del Sindicato Labrego Galego. En esa época, el Sindicato Labrego Galego - Comisións Labregas estaba en la órbita de la Unión do Povo Galego (UPG), el partido marxista-leninista que constituyó el núcleo del Bloque Nacionalista Galego (de hecho, era la UPG quien elegía a los secretarios generales del sindicato) y el SLG constituía el frente agrario del BNG. Fue reelegida en tres ocasiones. En 2007 anunció que no se presentaría a la reelección. Como secretaria general del SLG, fue miembro de la ejecutiva de la Coordination Paysanne Européenne (transformada en 2008 en la Coordinación Europea de Vía Campesina, el movimiento campesino mundial que reúne a organizaciones de América, Asia, África y Europa). Además, intervino activamente en los foros sociales europeos de Florencia (2002), París (2003) y Londres (2004).
A pesar de su cercanía inicial a la UPG, se fue distanciando de esta organización. Así, durante la etapa del bipartito gallego (2005-2009), el sindicato mantuvo un enfrentamiento con la consejería de Medio Rural de la Junta de Galicia, en manos de la UPG. Senra se integró en 2009 en la corriente Encontro Irmandiño auspiciada por Xosé Manuel Beiras. Senra abandonó el Bloque Nacionalista Galego en 2012, en la misma época que los partidarios de Beiras, que formaron posteriormente Anova-Irmandade Nacionalista.
Tras producirse la votación interna en la que Anova decidió por estrecho margen presentarse a las elecciones europeas de 2014 de mano de Izquierda Unida (con la que formaba Alternativa Galega de Esquerda en el Parlamento de Galicia), fue propuesta como su cabeza de lista en la candidatura de La Izquierda Plural por el líder de Anova, Xosé Manuel Beiras y refrendada mayoritariamente por los militantes. Senra ocupó el quinto lugar de la candidatura, siendo una de los seis eurodiputados elegidos. Tras la constitución de la cámara, se integró en el Grupo Confederal de la Izquierda Unitaria Europea/Izquierda Verde Nórdica (GUE-NGL), convirtiéndose en coordinadora del mismo en la Comisión de Agricultura y Desarrollo Rural.
El 4 de marzo de 2017, Lidia Senra abandona La Izquierda Plural, manteniéndose en el Grupo de la Izquierda Unitaria Europea/Izquierda Verde Nórdica (GUE-NGL) como diputada independiente.

## Controversia
En agosto de 2017 ante el Parlamento Europeo, pone en duda la seguridad de las vacunas con la siguiente pregunta ante la Comisión da Agricultura y Desarrollo Rural.              
"Las vacunas contienen aluminio, escualeno, antibióticos y polisorbato, entre otros componentes. Asimismo tienen efectos colaterales, contraindicaciones y muchos efectos secundarios y adversos que pueden aparecer después de la vacunación, llegando en algunos casos a provocar la muerte.
1. ¿No considera la Comisión que sería necesario garantizar que las familias y el personal sanitario reciban información sobre todos los efectos secundarios que puede producir cada componente de las vacunas, que las vacunas estén sujetas al cuestionario prevacunal elaborado por los colegios de médicos y que se instaure el consentimiento informado?2. ¿No considera la Comisión que ningún Estado miembro debería obligar a la población a someterse a una práctica de riesgo y que la vacunación no debería ser obligatoria en ningún Estado, dado que nadie ha podido demostrar la seguridad de las vacunas?